# Big Bad Voodoo Daddy
Big Bad Voodoo Daddy — современный свинг-бэнд, сформированный в северной Калифорнии в 1989 году и существующий поныне.

## История
Бэнд был сформирован в Вентуре, штат Калифорния в 1989 его лидером Скотти Моррисом. Он и Курт Содергрен — изначальные участники, а остальные музыканты присоединились к группе позже. Бэнд в основном играет свинг 1940-х и 1950-х, который игрался в клубах в ранние их годы.
После выпуска двух альбомов, Big Bad Voodoo Daddy и Watchu' Want for Christmas? они взяли большой перерыв после того, как две их песни «You & Me & the Bottle Makes 3 Tonight» и «Go Daddy-O» были использованы в культовой комедии Тусовщики (Swingers) 1996 года.
Тогда они сменили звукозаписывающую компанию. С ней бэнд выпустил три пластинки Americana Deluxe, This Beautiful Life и Save My Soul. Группа продолжала туры, представляя свои альбомы.
В последние несколько лет Big Bad Voodoo Daddy играли на многих американских телевизионных шоу, включая San Francisco Symphony в июле 2008-го.
Также они разрабатывали саундтрек к фильму Большое путешествие (The Wild)
29 мая 2009 года, Big Bad Voodoo Daddy участвовали в Modern Swing Concert (Концерт современного свинга) в Gainey Vineyard. Все вырученные средства поступили на счёт детской больницы Шинерс (Shriners).

## Участники группы
- Scotty Morris (вокал и гитара)
- Kurt Sodergren (ударные)
- Dirk Shumaker (контрабас и вокал)
- Andy Rowley (баритон-саксофон и вокал)
- Glen «The Kid» Marhevka (труба)
- Karl Hunter (саксофон и кларнет)
- Joshua Levy (фортепиано)
- Tony Bonsera (труба)
- Alex «Crazy Legs» Henderson (тромбон)

## Дискография
- Big Bad Voodoo Daddy (Big Bad Records, 1994)
- Watchu' Want for Christmas? (Big Bad Records 1997)
- Americana Deluxe (Interscope Records 1998)
- You & Me & the Bottle Makes 3 Tonight (Baby) CD Single (Interscope Records 1999)
- This Beautiful Life (Interscope Records 1999)
- Save My Soul (Vanguard Records 2003)
- BBVD Live (2004)
- Everything You Want for Christmas (2004)
- How Big Can You Get? (21 апреля, 2009)
- Rattle Them Bones (2012)
- It Feels Like Christmas Time (2013)
- Louie, Louie, Louie (2017)